# Монро (Северная Каролина)
Монро (англ. Monroe) — быстрорастущий город и административный центр округа Юнион в штате Северная Каролина, США. По данным переписи 2010 года, население города составляет 36 397 человек.

## География
По данным Бюро переписи населения США, площадь города составляет 64 км², из которых 64 км² занимает суша и 0,78 км² вода.

## История
В 1843 году первый Совет окружных комиссаров, назначенный Генеральной Ассамблеей, выбирал площадь в центре округа как окружной центр и в этом же году был образован город Монро. Назван в честь Джеймса Монро, пятого президента страны. Город стал торговым центром для сельскохозяйственных регионов страны, которые выращивали табак.
Монро был центром действий в конце 1950-х и начале 1960-х годов, связанных с движением за гражданские права чернокожих в США из-за его повсеместной сегрегации.

## Местные СМИ
Местная газета The Enquirer-Journal, которая выходит три раза в неделю (в среду, в пятницу и в воскресенье).
Местная радиостанция WIXE 1190 AM radio, известная как "The Mighty 1190".